# Hrabstwo Ravensthorpe
Hrabstwo Ravensthorpe (Shire of Ravensthorpe) – obszar samorządu lokalnego w południowej części stanu Australia Zachodnia. Liczy 13 551 km² powierzchni, ale jest przy tym zamieszkiwane przez zaledwie 1950 osób. Ośrodkiem administracyjnym jest miasteczko Ravensthorpe, od którego hrabstwo czerpie swoją nazwę. 
Władze ustawodawczą sprawuje rada hrabstwa, złożona z siedmiu członków wybieranych w trzech okręgach wyborczych. Rada wybiera spoza swojego grona dyrektora generalnego hrabstwa, który kieruje jego administracją.